# Mount Pollard
Mount Pollard ist ein 1782 m hoher und teilweise schneebedeckter Berg im ostantarktischen Mac-Robertson-Land. In der Porthos Range der Prince Charles Mountains ragt er südlich des Corry-Massivs und 5 km westlich des Crohn-Massivs auf.
Kartiert wurde der Berg anhand von Luftaufnahmen, die zwischen 1956 und 1965 im Rahmen der Australian National Antarctic Research Expeditions entstanden. Das Antarctic Names Committee of Australia (ANCA) benannte ihn nach John R. Pollard, Ionosphärenphysiker auf der Mawson-Station im Jahr 1964.